# デビス・ボスキエロ
デビス・ボスキエロ（Devis Boschiero、1981年7月29日 ‐ ）は、イタリアヴェネト州出身のプロボクサー。

## 戦績
2011年、粟生隆寛に12回判定負け。

## 獲得タイトル
- IBFユーススーパーフェザー級王座
- WBAインターコンチネンタルスーパーフェザー級王座
- EBU-EUスーパーフェザー級王座
- イタリアスーパーフェザー級王座